# Гіяс ад-дін Джалал-шах
Гіяс ад-дін Джалал-шах (перс. غیاث الدین جلال شاه, бенг. গিয়াসউদ্দীন জলাল শাহ; д/н —1563) — султан Бенгалії у 1561—1563 роках.

## Життєпис
Походив з Сурідів. Син Мухаммед-хана, аміна (намісника) Бенгалії. Замолоду звався Джалал-хан. 1561 року спадкував владу після смерті старшого брата Багадур-шаха II.
Проводив мирну політику, намагаючись зберегти наявні володіння. Відомо, що карбував власні монети в містах Хаджипур і Сатгаон. Втім у 1562 році стикнувся з повстання афганського клану Каррані. 1563 року разом з сином-спадкоємцем Джалал-шаха було вбито небожем, що прийняв ім'я Гіяс ад-дін Багадур-шах III.